# バカボン鬼塚 ABレコ
『バカボン鬼塚 ABレコ』（バカボンおにづか エビレコ）は、FM NACK5で放送されていたラジオ番組。
パーソナリティはバカボン鬼塚。

## 概要
「今夜、あなたにお聞かせしたい、アナログレコードがございます」をコンセプトに、パーソナリティのバカボン鬼塚が、1枚のレコードを取り上げ、2週にわたってA面・B面をそれぞれ紹介していく番組である。2週で1枚のレコードの紹介が完結する。

## 番組史
- 2016年10月4日 - 番組開始[1]。
- 2019年4月30日 - この日の放送がNACK5で放送された平成最後の番組となった。
- 2023年3月28日 - 番組終了。

## 放送時間
- 毎週火曜日 23:30 - 24:00